# Poussanges
Poussanges är en kommun i departementet Creuse i regionen Nouvelle-Aquitaine i de centrala delarna av Frankrike. Kommunen ligger i kantonen Felletin som tillhör arrondissementet Aubusson. År 2022 hade Poussanges 150 invånare.

## Befolkningsutveckling
Antalet invånare i kommunen Poussanges
Referens:INSEE